# Stoliczkia
Stoliczkia är ett släkte ormar i familjen Xenodermatidae med två arter som förekommer i Sydostasien.
Släktets medlemmar är med en längd upp till 75 cm små ormar. De vistas främst i bergstrakter. Det är nästan inget känt om deras levnadssätt.
Arter enligt The Reptile Database:
- Stoliczkia borneensis, lever på Borneo.
- Stoliczkia khasiensis, hittas i nordöstra Indien.